# Bacanius schmidti
Bacanius schmidti är en skalbaggsart som beskrevs av Yves Gomy 1969. Bacanius schmidti ingår i släktet Bacanius och familjen stumpbaggar. Inga underarter finns listade i Catalogue of Life.